# Yukarıgölalan, İpekyolu
Yukarıgölalan là một xã thuộc huyện İpekyolu, tỉnh Van, Thổ Nhĩ Kỳ. Dân số thời điểm năm 2011 là 808 người.